# BW Offshore
BW Offshore Limited er en norsk global ejer og operatør af Floating storage and offloading units (FPSO) skibe. Det har hovedkvarter i Singapore og Oslo. Den største aktionær i BW Offshore er BW Group, som ejer 49,3 %. De har 14 FPSOs og 1 FSO.